# Workin': Live in Subway Vol. 1
Workin': Live in Subway Vol. 1 è un CD live a nome della Nat Adderley Quintet, pubblicato dall'etichetta discografica Timeless Records nel 1993.

## Tracce
1. Work Song – 12:12 (Nat Adderley)
2. The Chant – 10:25 (Victor Feldman)
3. Plum Street – 9:38 (Nat Adderley)
4. Almost Always – 7:32 (Vincent Herring)
5. The Big J. – 10:27 (Nat Adderley)
6. The Scene – 1:55 (Nat Adderley)

Durata totale: 52:09

## Musicisti
- Nat Adderley - cornetta
- Vincent Herring - sassofono alto
- Rob Bargad - pianoforte
- Walter Booker - contrabbasso
- Jimmy Cobb - batteria

Note aggiuntive:
- Nat Adderley - produttore
- Registrato dal vivo al Jazzclub Subway di Colonia, Germania il 26 marzo 1992
- Peter Wahle e WDR Köln - ingegneri della registrazione
- Wim Wigt - produttore esecutivo[1]